# Kategoria e Parë 1953
La Kategoria e Parë 1953 fu la 16ª edizione della massima serie del campionato albanese di calcio disputato tra il 1° e il 24 maggio 1953 e concluso con la vittoria della Dinamo, al suo quarto titolo.
Capocannoniere del torneo fu Refik Resmja, giocatore del Partizani Tirana.

## Formula
Dalle 21 squadre della stagione precedente si passò alle 10 di quella attuale. I club giocarono un girone di andata e ritorno per un totale di 18 partite con l'ultima classificata retrocessa mentre la penultima disputò uno spareggio con la seconda della serie inferiore per la permanenza nella massima serie ma grazie ad un aumento delle partecipanti nella stagione successiva fu ammessa anche la perdente.

## Squadre
| Squadra                                | Città    | Stadio | Stagione 1952      |
| -------------------------------------- | -------- | ------ | ------------------ |
| Puna Shkodër                           | Scutari  |        | 3°                 |
| Puna Korçë                             | Coriza   |        | 2º Gruppo A        |
| Puna Durrës                            | Durazzo  |        | 3º Gruppo A        |
| Puna Tiranë                            | Tirana   |        | 5°                 |
| Spartaku Pogradec                      | Pogradec |        | 4º Gruppo C        |
| KF Partizani Tirana                    | Tirana   |        | 2°                 |
| Dinamo Tirana                          | Tirana   |        | Campione d'Albania |
| Puna Vlorë                             | Valona   |        | 3º Gruppo B        |
| Dinamo Durrës                          | Durazzo  |        | Kategoria e Dytë   |
| Luftëtari Sh.B.O. "Enver Hoxha" Tiranë | Tirana   |        | Kategoria e Dytë   |

## Classifica finale
|                    | Pos. | Squadra                                | Pt | G  | V  | N | P  | GF | GS | DR  |
| ------------------ | ---- | -------------------------------------- | -- | -- | -- | - | -- | -- | -- | --- |
| Albania (bandiera) | 1.   | Dinamo                                 | 30 | 18 | 14 | 2 | 2  | 41 | 10 | +31 |
|                    | 2.   | Partizani                              | 29 | 18 | 14 | 1 | 3  | 51 | 16 | +35 |
|                    | 3.   | Puna Tiranë                            | 29 | 18 | 14 | 1 | 3  | 47 | 16 | +31 |
|                    | 4.   | Puna Shkodër                           | 24 | 18 | 11 | 2 | 5  | 32 | 19 | +13 |
|                    | 5.   | Puna Vlorë                             | 16 | 18 | 6  | 4 | 8  | 22 | 27 | -5  |
|                    | 6.   | Puna Durrës                            | 14 | 18 | 3  | 8 | 7  | 13 | 18 | -5  |
|                    | 7.   | Luftëtari Sh.B.O. "Enver Hoxha" Tiranë | 12 | 18 | 5  | 2 | 11 | 18 | 27 | -9  |
|                    | 8.   | Puna Korçë                             | 12 | 18 | 5  | 2 | 11 | 14 | 36 | -22 |
|                    | 9.   | Dinamo Durrës                          | 9  | 18 | 1  | 7 | 10 | 8  | 33 | -25 |
|                    | 10.  | Spartaku Pogradec                      | 5  | 18 | 1  | 3 | 14 | 13 | 57 | -44 |

Legenda:

      Campione d'Albania
      Retrocesso in Kategoria e Dytë
Note:

Due punti a vittoria, uno a pareggio, zero a sconfitta.

## Verdetti
- Campione: Dinamo Tirana
- Retrocessa in Kategoria e Dytë:Spartaku Pogradec